# Brian Bradley
Brian Richard Walter Bradley (* 21. Januar 1965 in Kitchener, Ontario) ist ein ehemaliger kanadischer Eishockeyspieler, der im Verlauf seiner aktiven Karriere zwischen 1985 und 1997 unter anderem 664 Spiele für die Calgary Flames, Vancouver Canucks, Toronto Maple Leafs und die Tampa Bay Lightning in der National Hockey League auf der Position des Centers bestritten hat. Bradley, der zweimal am NHL All-Star Game teilnahm, gehörte zum Aufgebot der kanadischen Nationalmannschaft bei den Olympischen Winterspielen 1988.

## Karriere
Bradley verbrachte seine Juniorenzeit bei den London Knights in der Ontario Hockey League. Hier wurden die Scouts der Calgary Flames auf ihn aufmerksam und wählten ihn beim NHL Entry Draft 1983 in der dritten Runde als 51. Zu den Central Hockey League Playoffs holte man ihn ins Farmteam zu den Colorado Flames. 1985 wurde er mit der kanadischen Mannschaft Junioren-Weltmeister.
Nach einem weiteren Jahr in London gehörte er ab der Saison 1985/86 zum Kader der Calgary Flames, brachte eas aber nur auf fünf Einsätze in der NHL. Meist spielte er im Farmteam bei den Moncton Golden Flames in der American Hockey League. Nachdem das Team viele starke Angreifer im Kader hatte und man nicht viel von seinen defensiven Qualitäten hielt, entschied er sich für einen Wechsel zum Team Canada um bei den Olympischen Winterspielen 1988 in Calgary dabei zu sein.
Kurz nach den Olympischen Spielen wurde er an die Vancouver Canucks abgegeben. Dort bewies er sich als Spielmacher und Powerplay Spezialist. Im Laufe seiner vierten Spielzeit gab man ihn jedoch an die Toronto Maple Leafs ab, um den Verteidiger Tom Kurvers zu holen. Nach dem Ende der kommenden Saison schützten ihn die Leafs nicht und so griffen die Tampa Bay Lightning beim NHL Expansion Draft 1992 zu. Bradley war in der ersten Saison 1992/93 der mit Abstand beste Scorer im neuen Team. Mit 86 Punkten hatte er 30 Punkte mehr als der zweitbeste Scorer. Seine Marke von 42 Toren konnte bisher noch von keinem Spieler im Trikot der Lightning übertroffen werden. Auch in den kommenden drei Spielzeiten war er Tampa Bays Topscorer. 1994 spielte er beim NHL All-Star Game. Am 11. November 1997 zug er sich in einem Spiel gegen die Los Angeles Kings eine Schulterverletzung zu, die für ihn die Saison beendete. Auch in der kommenden Saison hatte er die Folgen der Verletzung nicht überwunden und brachte es nur auf 14 Spiele. Nach einem weiteren Jahr ohne Einsatz in der NHL gab er am 23. Oktober 1999 seinen Rücktritt bekannt.

## Erfolge und Auszeichnungen
- 1985 Goldmedaille bei der Junioren-Weltmeisterschaft
- 1993 Teilnahme am NHL All-Star Game
- 1994 Teilnahme am NHL All-Star Game

## Karrierestatistik

### International
Vertrat Kanada bei:
- Junioren-Weltmeisterschaft 1985
- Olympischen Winterspielen 1988